# Annie Laurie (film 1909)
Annie Laurie è un cortometraggio muto del 1909. Il nome del regista non viene riportato nei credit. Il soggetto si ispira a Annie Laurie, una canzone tradizionale scozzese basata su un lavoro poetico di William Douglas (1672–1748).

## Produzione
Il film fu prodotto dalla Essanay Film Manufacturing Company.

## Distribuzione
Il film - un cortometraggio di una bobina - uscì nelle sale cinematografiche USA il 26 maggio 1909. Nelle proiezioni, veniva programmato con il sistema dello split reel, accorpato in un'unica bobina con un altro cortometraggio dell'Essanay, il documentario Scenes from the World's Largest Pigeon Farm.